# Tadeusz Reichstein
Tadeusz Reichstein (Włocławek, 20 de julho de 1897 — Basileia, 1 de agosto de 1996) foi um químico polonês/suíço. Foi agraciado com o Nobel de Fisiologia ou Medicina de 1950.

## Juventude
Reichstein nasceu em uma família judia polonesa em Włocławek, Império Russo. Seus pais eram Gastawa (Brockmann) e Izydor Reichstein. Ele passou sua infância em Kiev, onde seu pai era engenheiro. Ele começou sua educação em um colégio interno em Jena, Alemanha, e chegou a Basel, Suíça, com 8 anos de idade.

## Carreira
Reichstein estudou com Hermann Staudinger durante o breve período deste último na Universidade Técnica de Karlsruhe. Foi aqui que conheceu Leopold Ruzicka, também doutorando.
Em 1933, trabalhando em Zurique, na Suíça, nos laboratórios químicos ETHZ de Ruzicka, Reichstein conseguiu, independentemente de Sir Norman Haworth e seus colaboradores no Reino Unido, sintetizar a Vitamina C (ácido ascórbico) no que hoje é chamado de processo de Reichstein. Em 1937, ele foi nomeado professor associado da ETHZ.
Em 1937, Reichstein mudou-se para a Universidade da Basiléia, onde se tornou professor de Química Farmacêutica e, a partir de 1946 até sua aposentadoria em 1967, de Química Orgânica.
Junto com Edward Calvin Kendall e Philip Showalter Hench, ele recebeu o Prêmio Nobel de Fisiologia ou Medicina em 1950 por seu trabalho sobre os hormônios do córtex adrenal, que culminou com o isolamento da cortisona. Em 1951, ele e Kendall receberam o Prêmio Cameron de Terapêutica da Universidade de Edimburgo.
Nos últimos anos, Reichstein se interessou pela fitoquímica e citologia de samambaias, publicando pelo menos 80 artigos sobre esses assuntos nas últimas três décadas de sua vida. Ele tinha um interesse particular no uso do número de cromossomos e comportamento na interpretação de histórias de hibridização e poliploidia, mas também continuou seu interesse anterior nos constituintes químicos das plantas.

## Aposentadoria e morte
Reichstein morreu aos 99 anos em Basel, Suíça. O principal processo industrial de síntese artificial da Vitamina C ainda leva seu nome. Reichstein foi o ganhador do Nobel de vida mais longa na época de sua morte, mas foi superado em 2008 por Rita Levi-Montalcini.

## Publicações (seleção)
- Eine wirksame kristallinische Substanz aus der Rinde der Nebenniere, Corticosteron. Amsterdam 1936
- Chemie der Nebennieren-Rinden-Hormone, Palestra Nobel no Hospital Carolinian, Estocolmo, 11 de dezembro de 1950, Nordstedt 1951
- com Oswald Renkonen e Othmar Schindler: Die Konstitution von Sinogenin: Glykoside und Aglykone. Zagreb 1957
- Die Zucker der herzaktiven Glykoside. No: Fourth International Congress of Biochemistry, I: Carbohydrate Chemistry of Substances of Biological Interest., Londres 1958, S. 124–139.
- com Bernhard Lang e M. Maturova: Isolierung der Substanzen aus „Gloriosa superba Levin“. Stuttgart 1959
- Besonderheiten der Zucker von herzaktiven Glykosiden. Weinheim 1962
- com Adolf Portmann como editor: Hormone – Stoffe, die das Leben steuern. Basel 1967